# Conferencia Episcopal de Costa Rica
La Conferencia Episcopal de Costa Rica (CECOR), conformada por los Obispos de Costa Rica encargado de alguna de las 8 diócesis del país, es una institución de carácter permanente, con la aprobación de la Santa Sede, para significar y vivir el afecto colegial, estudiar y resolver conjuntamente los problemas eclesiales de interés común y promover el mayor bien que la Iglesia procura a la humanidad, mediante las diversas formas y modos de apostolado aprobados por la misma Iglesia. Su historia data desde que la Bula Praedecessorum, de Benedicto XV, del 16 de febrero de 1921, erigió la Provincia eclesiástica de Costa Rica.
Los obispos miembros de esta Conferencia Episcopal, son los encargados de la arquidiócesis Metropolitana de San José y las diócesis de Cartago, Alajuela, San Isidro del General, Ciudad Quesada, Tilarán-Liberia, Puntarenas y Limón.

## Conformación
- Revmo. monseñor José Rafael Quirós Quirós  arzobispo metropolitano de la arquidiócesis de San José
- Revmo. Monseñor Daniel Francisco Blanco Méndez obispo auxiliar de la arquidiócesis de San José

- Revmo. monseñor Bartolomé Buigues Oller, TC Obispo Diocesano de Alajuela

- Revmo. Monseñor Juan Miguel Castro Rojas, Obispo Diocesano de San Isidro de El General

- Revmo. Monseñor Manuel Eugenio Salazar,  Obispo Diocesano de Tilarán-Liberia

- Revmo. Monseñor Javier Román Arias, Obispo Diocesano de Limón

- Revmo. Monseñor José Manuel Garita, Obispo Diocesano de Ciudad Quesada

- Revmo. Monseñor Óscar Fernández Guillén, Obispo Diocesano de Puntarenas

- Revmo. Monseñor Mario Enrique Quirós Quirós, Obispo Diocesano de Cartago

## Comisiones
La Conferencia Episcopal de Costa Rica está constituida por diversas comisiones que atienden las diversas necesidades del pueblo católico en el país. Dichas comisiones cuentan con un obispo responsable y un secretario ejecutivo.
| Comisión Nacional                                                                | Obispo Responsable                                                                      | Secretario Ejecutivo                 |
| Comisión Nacional de Bioética                                                    | Monseñor Bartolomé Buigues Oller                                                        | Pbro. Hernán Chávez Redondo          |
| Comisión Nacional de Catequesis                                                  | Monseñor Oscar Fernández Guillen                                                        | Pbro. Ronald Alfaro Quirós           |
| Comisión Nacional de Clero                                                       | Monseñor José Manuel Garita Herrera                                                     | Pbro. Jorge Araya                    |
| Comisión Nacional de Protección al Menor y Adultos en vulnerabilidad (CONAPROME) | Monseñor José Manuel Garita                                                             | Msc. Juan Carlos Oviedo              |
| Comisión Nacional de Comunicación Social                                         | Monseñor Bartolomé Buigues Oller                                                        | Msc. Lisandra Chaves Leiva           |
| Comisión Nacional de Ecumenismo y Diálogo Interreligioso                         | Monseñor Juan Miguel Castro                                                             | Pbro. Jafet Peytrequin               |
| Comisión Nacional de Cultura y Educación                                         | Monseñor Mario Enrique Quirós Quirós                                                    | José Marvin Salazar Porras           |
| Comisión Nacional para la Doctrina de la fe                                      | Monseñor Manuel Eugenio Salazar Mora                                                    | Pbro. Sergio E Hernández Herrera     |
| Comisión Nacional de Familia                                                     | Monseñor Manuel Eugenio Salazar Mora                                                    | Pbro. Jesús Zúñiga Umaña             |
| Comisión Nacional de Laicos                                                      | Monseñor Javier Román Arias                                                             | Pbro. Luis Alberto Aguilar           |
| Comisión Nacional de Liturgia                                                    | Mons. Daniel F Blanco Méndez                                                            | Pbro. Manuel Rojas                   |
| Comisión Nacional de Misiones                                                    | Monseñor Juan Miguel Castro                                                             | Pbro. Jafet Peytrequin               |
| Comisión Nacional de Pastoral Juvenil                                            | Monseñor Manuel Eugenio Salazar Mora                                                    | Pbro. Rodrigo Muñoz Fuentes          |
| Comisión Nacional de Pastoral Social Caritas                                     | Monseñor José Rafael Quirós                                                             | Pbro. Edwin Aguiluz Milla            |
| Comisión Nacional de Vida Consagrada                                             | Monseñor Bartolomé Buigues Oller                                                        | Hno. Álvaro Rodríguez Echeverría.    |
| Comisión Nacional de Vocaciones                                                  | Monseñor Oscar Fernández Guillen                                                        | Pbro. Minor Rivera Coto              |
| CONFRECOR                                                                        | Monseñor Bartolomé Buigues Oller                                                        | Hno. Álvaro Rodríguez Echeverría.    |
| Eco Católico                                                                     | Monseñor Javier Román Arias                                                             | Lic. Martín Rodríguez González       |
| FOCOSOL                                                                          | Monseñor José Rafael Quirós                                                             | Pbro. Juan Bautista Molina           |
| Obras Misionales Pontificias                                                     | Monseñor Juan Miguel Castro                                                             | Pbro. Jafet Peytrequin               |
| Pastoral de Movilidad Humana                                                     | Monseñor Daniel Blanco Méndez                                                           | Pbro. Gustavo Meneses Castro         |
| Seminario Nacional Ntra. Sra. de los Ángeles                                     | Comisión de Obispos (Mons. José M. Garita, Mons. Mario E Quirós, Mons. Oscar Fernández) | Pbro. Carlos Coto Loría, rector      |
| Tribunal Eclesiástico de Costa Rica                                              | Monseñor José Rafael Quirós Quirós                                                      | Pbro. Alejandro Jiménez Ramírez      |
| Universidad Católica de Costa Rica                                               | Monseñor Mario Enrique Quirós Quirós                                                    | Dr. Fernando Sánchez Campos, rector. |

## Ubicación
Calle 22, Avenidas 3 y 5, Barrio México, Merced, 10102, San José, San José.